# Cornelis Cooltuyn
Cornelis Cooltuyn (latinisiert: Cornelius Colthunius) (* 1526 in Alkmaar; † 15. Oktober 1569 in Emden) war ein niederländischer Theologe.

## Leben und Wirken
Cornelis Cooltuyn stammte aus Alkmaar, wo ihn Petrus Nannius als Rektor der Lateinschule auf das Priesteramt vorbereitete. Weitere Informationen zu seinen ersten Lebensjahren sind nicht dokumentiert. Er erhielt offensichtlich eine gute Ausbildung und konnte ebenso gut Griechisch, Hebräisch und Latein. Um 1551 wurde er zum Priester geweiht. Da er danach mit seinen Predigten provozierte und nicht genügend Respekt vor den Heiligen zeigte, verwarnte ihn die Behörde der Stadt Alkmaar. 1566 wechselte er als Prediger an die St.-Pankras-Kirche von Enkhuizen. Auch hier hatte er nach kurzer Zeit aufgrund seiner Predigten Probleme. Er musste vor dem Inquisitor im Haag aussagen und erhielt eine Verwarnung.
Danach ging Cooltuyn erneut nach Alkmaar und arbeitete dort zunächst als Lehrer, später wieder als Prediger. Daraufhin geriet er wieder in Auseinandersetzungen mit den Kirchenoberen. 1558 zog er nach Groningen. Im August 1558 schrieb er für die Gemeinde von Emden an Jan Arentsz, der womöglich früher zu seinen Schützlingen gehört hatte. Cooltuyn bat Arentsz, darum, bei Gemeinden in Holland zu predigen.
Im Juli 1559 übernahm Cooltuyn eine Predigerstelle in Emden und entwickelte sich zu einem der bedeutendsten Prediger der Reformation, der die Kontakte zwischen einer kleinen, in Holland lebenden Gemeinde von Protestanten und Glaubensangehörigen, die das Land verlassen hatten, aufrechterhielt. Von Emden aus übernahm er eine Vakanzvertretung in Norden, wo er zwischen den Parteien zu vermitteln suchte, aber mit „Spießen und Hellebarden“ in der Norder Kirche gegen eine aufgebrachte Menschenmenge geschützt werden musste. Er reiste vermutlich wiederholt in die Niederlande und sprach als Prediger in Haarlem, Edam, Kampen und an anderen Orten. Die Gemeinde aus Emden bat ihn, in einem lang anhaltenden Konflikt zwischen Godfried van Winghen und Diakonen der niederländischen Gemeinde in London zu vermitteln. Cooltuyn reiste 1565 in die englische Hauptstadt, konnte dort jedoch nur eine Absprache erzielen, die die Auseinandersetzung nur zwischenzeitlich ruhen ließ. Bei Ausbruch des Achtzigjährigen Krieges hatte Cooltuyn entscheidenden Anteil daran, dass in seiner Heimatprovinz reformierte Gemeinden entstanden. Die Vorsteher der Gemeinde aus Amsterdam baten ihn um Unterstützung, woraufhin er zwölf Prediger aus Ostfriesland schickte. Bis 1567 hatte Cooltuyn die Emder Predigerstelle inne und war Präsident des Coetus der reformierten Prediger Ostfrieslands.
Den Protokollen des niederländischen Blutrates ist zu entnehmen, dass sich ein „Heer Cornelis, Apostaet“ in Alkmaar aufhielt. Hinzu kommt, dass Cooltuyn zwischen dem 10. Juni und dem 29. Juli bei Verhandlungen des Kirchenrates in Emden nicht erwähnt wird. Daher könnte er während dieser Zeit Holland besucht haben. Nach seinem Tod sprach Stadtsekretär Henricus Paulinus eine Leichenrede, die danach in Emden in gedruckter Form erschien.
Cooltuyn schrieb mit dem „Evangeli der Armen“ nur ein umfangreicheres theologisches Werk, das vor seinem Wirken in Emden entstand. Es vermittelt eine umfangreiche Übersicht über seine theologischen Ansichten. Cooltuyn übte darin harte Kritik an Gottesdiensten, dem Fegefeuer und den Kult um Heilige, den er als Götzendienst erachtete. Daran ist zu erkennen, dass er früh die Schriften Johannes Calvins kannte.